# William Gustavos Fischer
William Gustavos Fischer, född 1835, död 1912, amerikansk kompositör och sångledare av tysk härkomst. Han finns representerad i Frälsningsarméns sångbok 1990 (FA) med två verk.

## Sånger
- Jag har kommit till Herrens välsignelsedal (FA, nr. 418)
- O Jesus, jag längtar bli fullkomligt ren (FA, nr. 439)